# Угроза применения силы
Угро́за примене́ния си́лы (также угро́за си́лой) — в международных отношениях действия, создающие внешнюю угрозу территориальной целостности или политической независимости государства.
Хотя угроза применения силы запрещена Уставом Организации Объединённых Наций (ООН), в отличие от применения силы, смысл словосочетания как термина не определён в общепринятых международных документах. Н. Штюршлер связывает это наступлением Холодной войны, когда обе стороны осознали опасность демонстрации слабости и язык военных угроз стал составной частью большой стратегии США.
А государства народной демократии в своём договоре о дружбе, сотрудничестве и взаимной помощи, от 14 мая 1955 года, указали следующее: 

Договаривающиеся Стороны обязуются в соответствии с Уставом Организации Объединенных Наций воздерживаться в своих международных отношениях от угрозы силой или ее применения и разрешать свои международные споры мирными средствами таким образом, чтобы не ставить под угрозу международный мир и безопасность.— Договор о дружбе, сотрудничестве и взаимной помощи между Народной Республикой Албанией, Народной Республикой Болгарией, Венгерской Народной Республикой, Германской Демократической Республикой, Польской Народной Республикой, Румынской Народной Республикой, Союзом Советских Социалистических Республик и Чехословацкой Республикой, Варшава, 14 мая 1955 года.
На практике в качестве угроз применения силы рассматривались как материальные действия (демонстрация силы: дополнительная концентрация вооружённых сил вблизи границ, демонстрация флага у берегов другого государства, размещение оружия в ранее не использованных пространствах — в космосе, на дне океанов), так и психологические (пропаганда войны).
После завершения Холодной войны американская политика угроз поддерживалась проявившимся технологическим разрывом, приведшим к тому, что США стали считать угрозу применения силы необходимой компонентой дипломатии по отношению к «нарушителям норм».
Согласно уставу ООН, государство, подвергшееся угрозе применения силы, может констатировать эту угрозу в ООН. Совет Безопасности ООН после рассмотрения может оценить действия как угрозу миру, запустив применение главы VII Устава ООН.